# Zhang Shaoling
Zhang Shaoling (4 de noviembre de 1984) es una deportista macaense que compitió en halterofilia. Ganó una medalla de bronce en el Campeonato Mundial de Halterofilia de 2009, en la categoría de 69 kg.

## Palmarés internacional
| Campeonato Mundial | Campeonato Mundial     | Campeonato Mundial | Campeonato Mundial |
| Año                | Lugar                  | Medalla            | Categoría          |
| ------------------ | ---------------------- | ------------------ | ------------------ |
| 2009               | Goyang (Corea del Sur) | Medalla de bronce  | 69 kg              |